# Mary Whiton Calkins

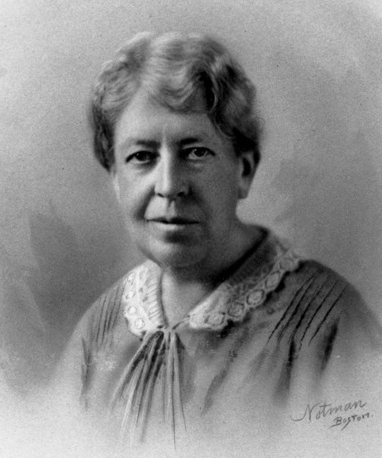
Mary Whiton Calkins

Mary Whiton Calkins (30 maart 1863 - 26 februari 1930) was een Amerikaans filosoof en psycholoog. Ze was ook de eerste vrouw die president werd van de American Psychological Association en de American Philosophical Association. Ze deed vooral onderzoek naar dromen, geheugen en introspectie. Ze bouwde voort op het werk van William James en Josiah Royce, en werkte een vorm van idealisme uit. Ze was ook een voorvechter van vrouwenrechten.